# (2121) Sevastopol

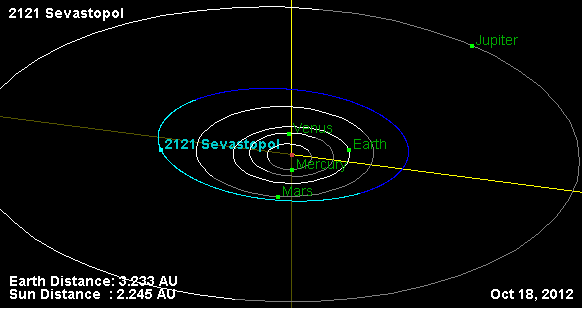
Órbita del asteroide (2121) Sebastopol

(2121) Sevastopol es un asteroide perteneciente al cinturón de asteroides, descubierto el 27 de junio de 1971 por Tamara Mijáilovna Smirnova desde el Observatorio Astrofísico de Crimea (República de Crimea).

## Designación y nombre
Designado provisionalmente como 1971 ME. Fue nombrado Sevastopol en homenaje a la ciudad portuaria de Crimea Sebastopol.